# Palacio del Senado (Milán)
El palazzo del Senato (Senatt en dialecto milanes) o Palacio del Senado (Milán), es un edificio histórico de Milán de estilo barroco ubicado en  Senado 10, cuya construcción se remonta hacia el año 1608 y que actualmente es la sede del Archivo Estatal de Milán. Originalmente sede del Collegio Elvetico, el Palacio sufrió numerosas intervenciones arquitectónicas y, al mismo tiempo, el movimiento de diversos institutos políticos y administrativos en su interior.
Tras la supresión de las órdenes religiosas por José II del Sacro Imperio Romano Germánico, a partir de 1786 el Palacio fue la sede del Supremo Consejo de Gobierno y luego, bajo el Reino Napoleónico de Italia, del Senado Consultivo. Será esta institución la que dejará su nombre al conjunto arquitectónico. 
Desde 1886 el Palacio se convirtió en la sede definitiva del Archivo Estatal de Milán y, a partir de la segunda mitad del siglo pasado, también de la Superintendencia de Archivos y Bibliografía de Lombardía.

## Historia

### La construcción del edificio.
Los orígenes del edificio se remontan a 1608, cuando el cardenal de Milán, Federico Borromeo, quiso construir la nueva sede del Colegio Elvético, que se levantaría sobre las ruinas  de un antiguo monasterio de monjas humilladas  "acoger a estudiantes suizos, procedentes de tierras pertenecientes a la diócesis de Milán, preparados para ejercer la función de párrocos en Valtelina y Grisones, tierras "infectada de herejía", es decir en la que habían penetrado las ideas de la Reforma protestante, especialmente el calvinismo. El proyecto fue inicialmente encargado al maestro de obras Cesare Arano y al ingeniero-arquitecto Aurelio Trezzi. A partir de 1613 las obras fueron confiadas a Fabio Mangone, maestro de obras de la Catedral de Milán, y luego retomadas hacia 1632 (después de la peste de 1630 que se llevó a Mangone) por Francesco Maria Richini. Durante las siguientes décadas hubo más obras de construcción: en 1664 la fábrica del Colegio compró el monasterio adyacente de San Primo con la iglesia y posteriormente Gerolamo Quadrio realizó obras para ampliar y embellecer esta iglesia.

## Entre José II y el reino de Lombardía-Véneto
En 1786, por decisión de Jose II de Habsburgo, el colegio suizo (que entretanto había adoptado una forma neoclásica gracias a Leopoldo Pollack) se convirtió en la sede del Consejo Supremo de Gobierno, y luego, siguiendo a los franceses, convirtiéndose en 1797 en la sede de la Cámara Baja (Consejo de Jóvenes) de la recién formada República Cisalpina pero en 1799, con el regreso de los austriacos, fue utilizado como almacén. Una vez que los franceses de Napoleón Bonaparte regresaron tras la batalla de Marengo (1800), a partir de 1802 volvió a ser sede del Ministerio de la República Italiana (1802-1805) primero, y luego del Reino de Italia (1805-1814), para finalmente ser utilizada como Palacio del Senado (de ahí el nombre con el que se conoce el edificio) a partir de 1809. El edificio continuó manteniendo esta función hasta 1814 cuando, habiendo derrotado a Napoleón, los austriacos regresaron y decidieron utilizar el edificio primero como Cancillería del Ejército imperial austríaco y, en 1817, como Oficina de Contabilidad del Estado. El palacio fue la sede de esta institución hasta 1859.

## Desde la Unificación de Italia hasta hoy: los Archivos Estatales de Milán
En la década de 1850, el director de los archivos gubernamentales de Lombardía, Luigi Osio, al darse cuenta de que el espacio de los depósitos comenzaba a disminuir cada vez más, envió una solicitud primero al gobierno austriaco, y luego al italiano, sobre la posibilidad de unificar los archivos de los distintos polos presentes en la ciudad en el Palacio del Senado. El proceso de transferencia fue largo y conflictivo, a tal punto que ni siquiera Osio vio su sueño plenamente realizado. Si la dirección pudo instalarse en el edificio a partir de 1873, todos los fondos del archivo no encontraron allí su hogar hatra 1886, bajo el mandato de la dirección de Cesare Cantù.
El Palacio del Senado fue afectado por los Bombardeos durante la Segunda Guerra Mundial: en la noche del 12 al 13 de julio de 1943, el edificio fue duramente golpeado y algunos fondos fueron destruidos: el lado izquierdo - caracterizado por una cortina de ventanas altas; de hecho, hoy parece rehecho artificialmente. A partir de la Segunda Guerra Mundial, el palacio fue objeto de una reconstrucción arquitectónica que duró buena parte de los años 1950 y que fue confiada en parte a la Ingeniería civil  y en parte a la Superintendencia.

## Descripción
El palacio está construido en estilo barroco. De impacto inmediato es la fachada centrada en su solución elíptica creada por Francesco Maria Richini, y está decorada con ventanas con frontones triangulares y curvos en el primer y segundo piso respectivamente. En el interior del edificio hay dos grandes patios, compuestos por un doble orden de galerías abiertas, una solución casi única en el panorama de los edificios de Milán de la época que no carecían de reconocimiento. En este sentido, la Nuova Guida di Milano de Carlo Bianconi de 1787, define el edificio como:
«Una de las fábricas más bellas y correctas, en cuanto al interior, de las que se jacta Italia. Por lo tanto, tenemos el placer no sólo de garantizar el           extraño de su verdadero Autor, sino para halagarnos que mientras camina bajo sus pórticos pueda parecer que está en Atenas en los tiempos felices de Pericles, o en Roma en los de Augusto».
En el lado izquierdo del palacio se encontraba la iglesia de San Carlo al Collegio Elvetico; la fachada permanece, pero hoy la distribución del edificio sagrado sólo puede reconstruirse a través de antiguos relieves, habiendo sido modificado por renovaciones de los siglos XVIII y XX. El famoso estudio del año 1776 realizado por Leopoldo Pollack, que muestra la iglesia tanto en planta como en sección. Actualmente, la sala de conferencias del Archivo Estatal de Milán se encuentra en el volumen que antiguamente ocupaba la iglesia.

## Curiosidad
Durante la época napoleónica, el edificio del Senado acogió el primer buzón de Milán.   